# 10555 Tagaharue
10555 Tagaharue eller 1993 HH är en asteroid i huvudbältet som upptäcktes den 16 april 1993 av de båda japanska astronomerna Kazuro Watanabe och Kin Endate vid Kitami-observatoriet. Den är uppkallad efter astronomen Harue Taga.
Asteroiden har en diameter på ungefär 16 kilometer och den tillhör asteroidgruppen Ursula.